# Atractus hoogmoedi
Espèce
Atractus hoogmoedi  est une espèce de serpents de la famille des Dipsadidae.

## Répartition
Cette espèce est endémique du Pará au Brésil. Elle se rencontre à 48 m d'altitude à Capitão Poço.

## Description
Le mâle holotype mesure 187 mm dont 27 mm pour la queue, le mâle le plus grand 194 mm dont 29 mm pour la queue et la femelle la plus grande 248 mm dont 24 mm pour la queue

## Étymologie
Cette espèce est nommée en l'honneur de Marinus Steven Hoogmoed.

## Publication originale
- Prudente & Passos, 2010 : New Cryptic Species of Atractus (Serpentes: Dipsadidae) from Brazilian Amazonia. Copeia, vol. 2010, no 3, p. 397-404 (texte intégral).